# بسترتس
بسترتس (به مجاری:  Beszterec) یک منطقهٔ مسکونی در مجارستان است که در سابولچ-ساتمار-برگ واقع شده‌است. بسترتس ۱۱٫۵۹ کیلومتر مربع مساحت و ۱٬۱۳۲ نفر جمعیت دارد.